# Purperleverkruid
Purperleverkruid (Eupatorium purpureum) is een kruidachtige vaste plant uit de composietenfamilie. Hij bloeit van juli tot september.

## Beschrijving
Purperleverkruid is een klompvormend kruid dat 1,5-2,4 meter lang en ongeveer 1,2 meter breed wordt. Planten worden gevonden in de volle zon tot halfschaduw in half natte tot natte bodems. Stengels zijn rechtopstaand, dik, rond en paars, met kransen van bladeren op elke knoop. Als de plant begint te bloeien, buigen de stelen vaak naar beneden onder het gewicht van de bloemen. De bladeren worden 30 cm (12 inch) lang en hebben een enigszins gerimpelde textuur. Planten bloeien in midden tot late zomer en trekken veel activiteit aan van insecten die zich voeden met de nectar die door de bloemen wordt geproduceerd. De plant heeft een vanilleachtige geur.

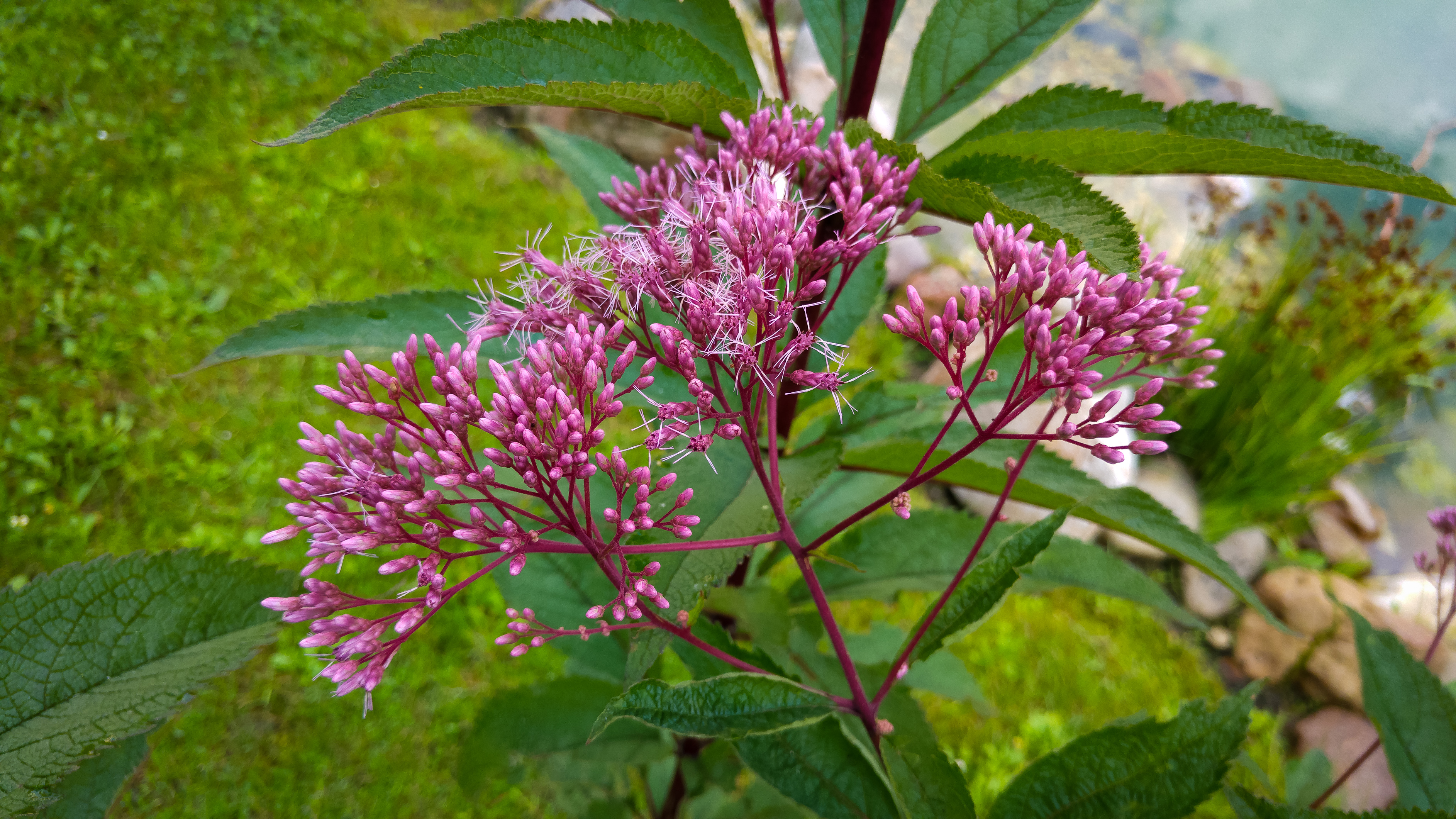
Bloemen en bladeren
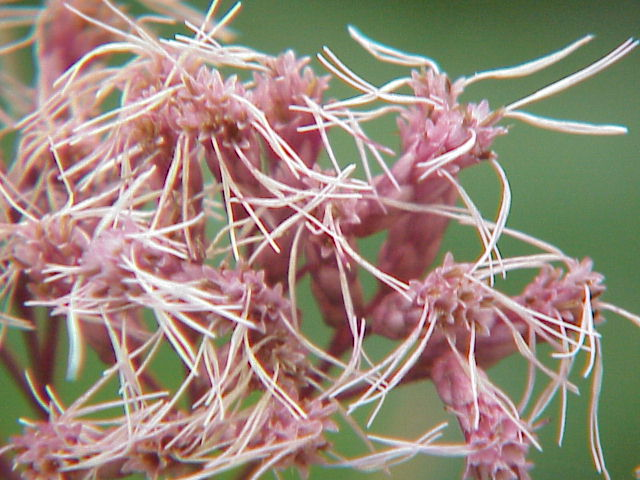
Close-up bloemen

## Voorkomen
Het is inheems in Oost- en Midden-Noord-Amerika, van Ontario in het oosten tot New Hampshire en in het zuiden tot aan Florida, Louisiana en Oklahom. Een nauwe verwant, koninginnenkruid, komt overal in Nederland in het wild voor behalve op de waddeneilanden.

## Trivia
De plant heeft geneeskrachtige werking.